# Delino DeShields
Pour son fils joueur de baseball, voir Delino DeShields, Jr..
Pour les articles homonymes, voir DeShields.
Delino Lamont DeShields (né le 15 janvier 1969 à Seaford, Delaware, États-Unis) est un ancien joueur de baseball professionnel. Évoluant à la position de deuxième but, il a joué pour cinq équipes des Ligues majeures de baseball durant sa carrière de treize saisons, de 1990 à 2002.
Il est depuis 2013 le manager des Blue Wahoos de Pensacola, un club de baseball des ligues mineures de la Ligue Southern, affilié aux Reds de Cincinnati.

## Carrière de joueur
Frappeur gaucher et lanceur droitier, DeShields excelle au basket-ball et au baseball avec l'Université Villanova, en Pennsylvanie. Il choisit une carrière au baseball après avoir été sélectionné douzième au repêchage du baseball majeur en 1987.
DeShields connait des débuts prometteurs chez les Expos de Montréal, avec qui il dispute son premier match dans les majeures le 9 avril 1990. Il terminera deuxième au scrutin visant à élire la recrue de l'année dans la Ligue nationale, un titre qui sera octroyé à Dave Justice des Braves d'Atlanta. Il est surtout reconnu pour sa vitesse et son habileté à voler des buts, les Expos étant particulièrement redoutables à ce chapitre au début des années 1990 avec DeShields et Marquis Grissom. Delino DeShields terminera d'ailleurs parmi les 10 meilleurs voleurs de buts durant huit saisons consécutives dans la Ligue Nationale de 1990 à 1997, puis il se classera parmi les 10 meilleurs à nouveau dans la Ligue américaine la saison suivante, en 1998. En 1997, il mène la Nationale pour les triples, avec 14.[pas clair]
Delino DeShields connaîtra une bonne saison chez les Expos en 1993, frappant dans une moyenne de ,295 et volant 43 buts. Cependant, il sera échangé aux Dodgers de Los Angeles le 14 novembre 1993. La transaction s'avère un véritable vol des Expos aux dépens des Dodgers, même si les apparences pointent le contraire : un jeune joueur talentueux, s'imposant déjà dans les majeures, échangé pour un lanceur presque inconnu, Pedro Martinez, évoluant à Los Angeles dans l'ombre de son grand frère, Ramon. Hors de Montréal, la moyenne de DeShields ne s'élèvera plus jamais au-dessus de ,256 en une saison, alors que Pedro Martinez deviendra un des meilleurs lanceurs de l'histoire, remportant trois trophées Cy Young, le premier avec les Expos en 1997. L'échange est considéré comme l'un des pires de l'histoire des Dodgers.
Athlète afro-américain surnommé « Bop », Delino DeShields portait ses bas plus haut que de coutume, relevés juste au-dessus des genoux, en hommage aux joueurs ayant évolué dans la Ligue des Noirs.
À l'issue de la saison 2008, les 463 buts volés par DeShields en carrière le plaçaient au 45e rang de l'histoire des majeures à ce chapitre.
DeShields a disputé 1 615 parties dans les majeures, frappant 1 548 coups sûrs, dont 244 doubles, 74 triples et 80 circuits, pour une moyenne au bâton de ,268. Il totalise 561 points produits et 872 points marqués.

## Carrière d'entraîneur
Delino DeShields a été entraîneur des frappeurs des Mustangs de Billings, un club de recrues de la Pioneer Baseball League localisé à Billings dans l'État du Montana et affilié aux Reds de Cincinnati de la Ligue nationale. Il a été promu au poste de manager de l'équipe pour la saison 2010. Il mène le club à un nouveau record d'équipe de 83 victoires en 2011 et est reconfirmé dans ses fonctions en 2012.
En 2013, il prend les commandes des Blue Wahoos de Pensacola, un club de niveau Double-A également affilié aux Reds de Cincinnati, cette fois dans la Ligue Southern de baseball.

## Vie personnelle
Delino DeShields a 5 enfants, 4 d'un premier mariage d'une durée de 13 années avec Tisha DeShields, une ancienne heptathlète rencontrée au collège, et une fille avec sa seconde épouse, Michelle Elliott DeShields, animatrice à la chaîne télévisée Georgia Public Broadcasting. Son fils aîné, Delino DeShields, Jr., né le 12 août 1992, est un voltigeur de baseball ainsi qu'un joueur de basket-ball. Il a été choisi au 1er tour (8e joueur choisi au total) par les Astros de Houston lors du repêchage de la MLB en juin 2010,.
Les autres enfants de DeShields sont un garçon, D'Angelo, et 3 filles : Diamond, Denim et Delaney, cette dernière issue de sa seconde union. Diamond DeShields est une joueuse de basket-ball repêchée par le Sky de Chicago.